# Hvárezmi sahok listája
Az alábbi lista a Hvárezmi Birodalom uralkodóit tartalmazza.
| Uralkodó                                         | Uralkodott                    | Neve arab írással              | Megjegyzés |
| ------------------------------------------------ | ----------------------------- | ------------------------------ | ---------- |
| Anustegin Garcsaj                                | sah: 1077 – †1097             | أنوش طگین غارچائی              |            |
| Ekincsi                                          | sah: 1097 – †1097             | ایکینچی بن قوچار               |            |
| I. Mohammed                                      | sah: 1097 – †1127             | ارسلان طگین محمد ابن أنوش طگین |            |
| Atsziz (*1097/1105)                              | sah: 1127 – †1156. július 30. | قزل ارسلان أتسز بن محمد        |            |
| Il-Arszlan                                       | sah: 1156 – †1172. március 7. | ایل ارسلان بن قزل ارسلان أتسز  |            |
| Tekis                                            | sah: 1172 – †1200             | تکش بن ایل ارسلان              |            |
| Szultán Sáh                                      | sah: 1172 – †1193             | محمود سلطان شاہ ابن ایل ارسلان |            |
| II. Mohammed (*1169)                             | sah: 1200 – †1220 decembere   | محمد بن تکش                    |            |
| Dzsalál ad-Dín Mingburnu (*1199)                 | sah: 1220 – †1231 augusztusa  | مِنکُبِرنی ابن محمد               |            |
| Ezután Hvárezm az Ilhánida Birodalom része lett. |                               |                                |            |

## Fordítás
- Ez a szócikk részben vagy egészben  a   Khwarazmian dynasty című angol Wikipédia-szócikk fordításán alapul.  Az eredeti cikk szerkesztőit annak laptörténete sorolja fel. Ez a jelzés csupán a megfogalmazás eredetét és a szerzői jogokat jelzi, nem szolgál a cikkben szereplő információk forrásmegjelöléseként.